# サラブレッドチャレンジカップ
サラブレッドチャレンジカップは、地方競馬の金沢競馬場で行われていた競馬の重賞競走である。

## 概要
1990年にサラブレッド系4歳（旧表記）の地方全国交流競走として創設。当時の地方全国交流競走は他にダービーグランプリのみであり、同年にターフチャンピオンシップも創設されたが3回で終了したため、1990年代半ばにおいてはダービーグランプリとサラブレッドチャレンジカップが地方競馬の旧4歳馬による2大競走であった（ただし、南関東公営競馬で行われていた南関東所属馬限定競走の方が賞金は高かった）。1995年にルイボスゴールドがこの2競走を優勝したが、同年に中央競馬がクラシック競走を開放、翌1996年にはダービーグランプリも中央所属馬に開放、南関東の大井競馬場も中央地方全国交流競走としてスーパーダートダービーを新設したため、サラブレッドチャレンジカップの存在意義は薄れ、1999年に中央地方全国交流競走となったが、旧4歳馬による中央地方全国交流競走が過剰気味であったこと、結局地元金沢馬による優勝も無かったことから2004年を最後に休止した。

### 賞金
中央競馬・地方競馬全国指定交流競走に指定された1999年以降
| 回数             | 総額賞金 （万円） | 1着賞金 （万円） | 2着賞金 （万円） | 3着賞金 （万円） | 4着賞金 （万円） | 5着賞金 （万円） |
| ---------------- | ----------------- | ---------------- | ---------------- | ---------------- | ---------------- | ---------------- |
| 第10回（1999年） | 5,100             | 3,000            | 1,050            | 450              | 330              | 270              |
| 第11回（2000年） | 5,100             | 3,000            | 1,050            | 450              | 330              | 270              |
| 第12回（2001年） | 5,100             | 3,000            | 1,050            | 450              | 330              | 270              |
| 第13回（2002年） | 5,100             | 3,000            | 1,050            | 450              | 330              | 270              |
| 第14回（2003年） | 5,100             | 3,000            | 1,050            | 450              | 330              | 270              |
| 第15回（2004年） | 3,400             | 2,000            | 700              | 300              | 220              | 180              |

## 歴史
- 1990年 - 創設。出走条件は地方競馬全国のサラブレッド系旧4歳馬。距離ダート1900メートル。
- 1999年 - 出走条件を中央地方全国のサラブレッド系旧4歳馬に変更。距離ダート2000メートルに延長。ダートグレードによるGIIIに格付け。
- 2004年 - この年の開催を最後に休止。

## 歴代優勝馬
2000年以前の優勝馬の馬齢は旧表記。
| 回数   | 施行日         | 開催地 | 距離        | 頭数 | 優勝馬             | 性齢 | 所属 | タイム | 優勝騎手   | 管理調教師 | 馬主                       |
| ------ | -------------- | ------ | ----------- | ---- | ------------------ | ---- | ---- | ------ | ---------- | ---------- | -------------------------- |
| 第1回  | 1990年10月7日  | 金沢   | ダート1900m | 9頭  | サニーモレナ       | 牝4  | 金沢 | 2:02.9 | 渡辺壮     | 青山義明   | 松尾亮一                   |
| 第2回  | 1991年10月6日  | 金沢   | ダート1900m | 10頭 | サリュウスキー     | 牡4  | 金沢 | 2:03.8 | 勝田浩     | 勝田穂     | 山田重夫                   |
| 第3回  | 1992年10月11日 | 金沢   | ダート1900m | 12頭 | パッシングマーク   | 牡4  | 新潟 | 2:03.0 | 根岸良昌   | 河内義昭   | 前田晋二                   |
| 第4回  | 1993年10月10日 | 金沢   | ダート1900m | 9頭  | ヨシノキング       | 牡4  | 高崎 | 2:04.4 | 茂呂菊次郎 | 木村甚太郎 | 渋澤良久                   |
| 第5回  | 1994年10月9日  | 金沢   | ダート1900m | 10頭 | ツキノマイヒメ     | 牝4  | 笠松 | 2:05.4 | 村井栄治   | 神部幸夫   | 水野俊一                   |
| 第6回  | 1995年10月8日  | 金沢   | ダート1900m | 12頭 | ルイボスゴールド   | 牡4  | 笠松 | 2:05.7 | 坂口重政   | 大倉護     | （株）リガメェントワールド |
| 第7回  | 1996年10月6日  | 金沢   | ダート1900m | 11頭 | プライムキング     | 牡4  | 金沢 | 2:04.7 | 山下誠     | 今井光三   | 中谷與作                   |
| 第8回  | 1997年9月28日  | 金沢   | ダート1900m | 9頭  | セイエイツートップ | 牡4  | 愛知 | 2:02.5 | 吉田稔     | 内村寛司   | 田中誠                     |
| 第9回  | 1998年9月27日  | 金沢   | ダート1900m | 11頭 | フジノモンスター   | 牡4  | 笠松 | 2:04.7 | 川原正一   | 中山義宣   | 大橋清助                   |
| 第10回 | 1999年9月14日  | 金沢   | ダート2000m | 12頭 | キングデール       | 牡4  | JRA  | 2:08.9 | 大塚栄三郎 | 中野栄治   | 入山和男                   |
| 第11回 | 2000年9月12日  | 金沢   | ダート2000m | 12頭 | ブラウンシャトレー | 牡4  | 愛知 | 2:10.4 | 安部幸夫   | 国光徹     | 小島史代                   |
| 第12回 | 2001年9月3日   | 金沢   | ダート2000m | 11頭 | フジノコンドル     | 牡3  | 笠松 | 2:07.7 | 安藤勝己   | 後藤保     | 大橋清助                   |
| 第13回 | 2002年9月3日   | 金沢   | ダート2000m | 9頭  | クーリンガー       | 牡3  | JRA  | 2:09.7 | 和田竜二   | 岩元市三   | 林進                       |
| 第14回 | 2003年9月2日   | 金沢   | ダート2000m | 11頭 | タマモリッチ       | 牡3  | JRA  | 2:10.0 | 安藤勝己   | 伊藤圭三   | タマモ（株）               |
| 第15回 | 2004年8月24日  | 金沢   | ダート2000m | 12頭 | トーセンブライト   | 牡3  | JRA  | 2:11.4 | 蛯名正義   | 加藤征弘   | 島川隆哉                   |

### 各回競走結果の出典
- サラブレッドチャレンジカップ 歴代優勝馬 - 地方競馬全国協会、2014年8月31日閲覧
- JBISサーチ　2014年8月31日閲覧
  - 1990年，1991年，1992年，1993年，1994年，1995年，1996年，1997年，1998年，1999年，2000年，2001年，2002年，2003年，2004年